# Pavel Patera
Pavel Patera (ur. 6 września 1971 w Kladnie) – czeski hokeista, reprezentant Czech, dwukrotny olimpijczyk.
Jest żonaty, ma troje dzieci: córki Dominikę, Natálie oraz syna Pavela. Córki uprawiają tenis, a syn hokej na lodzie. Starsza córka, Dominika (ur. 1996) wystąpiła m.in. w turnieju dziewcząt Australian Open 2013.

## Kariera
- HC Kladno (1990–1996)
- AIK (1996–1998)
- HC Vsetín (1998–2000)
- Dallas Stars (1999)
- Minnesota Wild (2000–2001)
- Cleveland Lumberjacks (2000–2001)
- HC Kladno (2001)
- Awangard Omsk (2001–2004)
- HC Kladno (2004–2014)
  -  Färjestad (2006)
- HC Ołomuniec (2014-2015)

Wychowanek i od 2004 ponownie był zawodnikiem HC Kladno. Od 2007 kapitan drużyny. W kwietniu 2010 przedłużył kontrakt z klubem o trzy lata. Po spadku Kladna do 1. ligi od maja 2014 do maja 2015 zawodnik HC Ołomuniec. W czerwcu 2015 ogłosił zakończenie kariery zawodniczej.
Uczestniczył w turniejach mistrzostw świata w 1995, 1996, 1997, 1998, 1999, 2000, 2001, 2002, Pucharu Świata 1996 oraz zimowych igrzysk olimpijskich 1998, 2002. Z reprezentacją zdobył złoty medal igrzysk olimpijskich oraz mistrzostw świata.
Został jednym z najbardziej utytułowanych wszechstronnie czeskich hokeistów – zdobył złote medale igrzysk olimpijskich, mistrzostw świata oraz mistrzostwa krajów w ligach europejskich, w których występował (Czechy, Szwecja i Rosja). W reprezentacji i kilku klubach jego partnerem w ataku był Martin Procházka. Ponadto w drużynie Kladna ich dwójkę uzupełniał Otakar Vejvoda, wraz z którym tworzyli tzw. „niebieski atak”.

## Sukcesy
Reprezentacyjne
- Złoty medal zimowych igrzysk olimpijskich: 1998
- Złoty medal mistrzostw świata: 1996, 1999, 2000, 2001
- Brązowy medal mistrzostw świata: 1997, 1998

Klubowe
- Brązowy medal mistrzostw Czech: 1994 z HC Kladno
- Złoty medal mistrzostw Czech: 1999 z HC Vsetín
- Srebrny medal mistrzostw Czech: 2000 z HC Vsetín
- Złoty medal mistrzostw Rosji: 2004 z Awangardem Omsk
- Złoty medal mistrzostw Szwecji: 2006 z Färjestad

Indywidualne
- Ekstraliga czeska w hokeju na lodzie (1993/1994):
  - Pierwsze miejsce w klasyfikacji asystentów w sezonie zasadniczym: 49 asyst[7]
  - Pierwsze miejsce w klasyfikacji kanadyjskiej w sezonie zasadniczym: 60 punktów
- Ekstraliga czeska w hokeju na lodzie (1994/1995):
  - Pierwsze miejsce w klasyfikacji asystentów w sezonie zasadniczym: 56 asyst
  - Pierwsze miejsce w klasyfikacji kanadyjskiej w sezonie zasadniczym: 75 punktów
- Mistrzostwa świata 1997:
  - Pierwsze miejsce w klasyfikacji asystentów turnieju: 8 asyst
- Superliga rosyjska w hokeju na lodzie (2002/2003):
  - Pierwsze miejsce w klasyfikacji asystentów w sezonie zasadniczym: 32 asysty
  - Pierwsze miejsce w klasyfikacji kanadyjskiej w sezonie zasadniczym: 46 punktów
  - Pierwsze miejsce w klasyfikacji +/- w sezonie zasadniczym
  - Nagroda Najlepsza Trójka dla tercetu najskuteczniejszych strzelców ligi (oraz Martin Procházka i Tomáš Vlasák) - łącznie 46 goli
- Ekstraliga czeska w hokeju na lodzie (2006/2007):
  - Pierwsze miejsce w klasyfikacji asystentów w sezonie zasadniczym: 39 asyst

Rekordy w ekstralidze czeskiej
- Ósme miejsce w klasyfikacji kanadyjskiej: 278 goli
- Trzecie miejsce w klasyfikacji asystentów: 480 asysty
- Piąte miejsce w klasyfikacji kanadyjskiej: 758 punkty

Wyróżnienie
- Galeria Sławy czeskiego hokeja na lodzie: 2008